# Didier Philippe
Didier Philippe (Sarralbe, 28 settembre 1961) è un allenatore di calcio, dirigente sportivo ed ex calciatore francese, di ruolo attaccante.

## Palmarès

### Giocatore

#### Competizioni nazionali
- Campionato francese di seconda divisione: 1

Martigues: 1992-1993 (girone A)

### Allenatore

#### Competizioni nazionali
- Campionato lussemburghese: 1

F91 Dudelange: 2011-2012
- Coppa del Lussemburgo: 1

F91 Dudelange: 2011-2012